# 1675

## Родени
- 31 март – Бенедикт XIV, римски папа

## Починали
- Джеймс Грегъри, шотландски учен
- 15 декември – Йоханес Вермеер, холандски художник